# L'appartamento del 13º piano
L'appartamento del 13º piano (La semana del asesino) è un film del 1972 diretto da Eloy de la Iglesia. 
Il titolo in inglese è The Cannibal man, ma va ricordato che non è un film sui cannibali.

## Trama
Marcos, giovane impiegato di un mattatoio, uccide per errore un tassista guardone. La sua fidanzata cerca di convincerlo a costituirsi ma lui, in preda ad un raptus, la strangola durante una lite.
Per poter coprire questi due omicidi Marcos sarà costretto ad ammazzare anche il fratello, la sua fidanzata e l'anziano padre.
Nel frattempo stringerà una sincera amicizia con Nestor, un ricco e raffinato ragazzo gay, che abita in un moderno condominio proprio di fronte alla fatiscente casa di Marcos.